# Aero Fighters
Aero Fighters, in Giappone Sonic Wings, è un videogioco sparatutto a scorrimento verticale, pubblicato per i cabinati arcade nel 1992 dalla Video System, convertito poi per il Super Famicom giapponese nel 1993 e per il Super Nintendo americano ed europeo nel 1994.
Il suo successo discreto ha mirato allo sviluppo di due seguiti, uno per il Neo Geo, uno per i cabinati Arcade (poi approdato sulle console casalinghe PlayStation e Sega Saturn) ed uno in 3-D per il Nintendo 64.
Il primo seguito fu celebre per la localizzazione in "Engrish" - un inglese maccheronico utilizzato dalla popolazione giapponese in dépliant pubblicitari e spot televisivi, privo di articoli o con lemmi errati - tra cui si ricordi la celebre frase "I never thought I'd be frying over a jungle" (Non pensavo mai avevo sta friggendo su una giungla).
La maggioranza degli sviluppatori di Aero Fighters svilupparono anche Strikers 1945 ed altri sparatutto per la Psikyo.

## Versione SNES
Le aggiunte sono le seguenti:
- modalità Time Attack e Boss Mode;
- due nuovi piloti, Rabio e Lepus (omaggio a Rabio Lepus, Rabbit Punch al di fuori del Giappone.

La cartuccia è stata pubblicata sul mercato giapponese per brevissimo tempo, accaparrandosi la nomea di "una tra le più rare cartucce per il Super NES. La localizzazione giapponese non utilizza l'alfabeto "kanji" nei testi.

## Sistema di gioco

### Scenari
Ci sono otto scenari da oltrepassare. I primi sono scenari scelti casualmente - quelli correlati ai piloti ignorati durante la selezione (ognuno ha una diversa nazionalita). Se Rabio o Lepus sono scelti, tutti gli scenari delle nazioni rivali saranno disponibili. Dopo aver completato gli scenari delle quattro nazioni rivali, altri quattro scenari sono resi disponibili.
Nella trasposizione per lo SNES, due scenari ricominciano daccapo dopo aver raggiunto la fine, e l'ordine delle fazioni rivali affrontate è fisso. Nel ripercorso, la difficoltà di gioco accresce automaticamente, eccetto a livello "Ostico", in cui è più semplice. Se si completa il primo ripercorso, si assiste ad un finale esclusivo: se lo si termina una seconda volta, il secondo pilota della coppia svelerà un codice segreto nel finale.

### Personaggi
La nazionalità di entrambi i personaggi, se a partecipare alla partita sono due giocatori, viene scelta dal primo giocatore.
| Nazione(?)  | Giocatore 1                       | Giocatore 2                         |
| ----------- | --------------------------------- | ----------------------------------- |
| Stati Uniti | Blaster Keaton (F/A-18 Hornet)    | Keith Bishop (F-14 Tomcat)          |
| Giappone    | Hien (FSX)                        | Mao Mao (F-15 Eagle)                |
| Svezia      | Kohful The Viking (AJ-37)         | Tee-Bee 10 (JAS 39 Gripen)          |
| Regno Unito | Lord River N. White (Tornado IDS) | Villiam Syd Pride (AV-8 Harrier II) |
| ?           | Rabio (coniglio rosso)            | Lepus (coniglio verde)              |

## Serie
- Aero Fighters (1992)
- Aero Fighters 2 (1994)
- Aero Fighters 3 (1995)
- Sonic Wings Special (1996)
- Aero Fighters Assault (1997)
- Sonic Wings Reunion (2025) in sviluppo, non pubblicato.[2]